# Partidos políticos no Brasil
Os partidos políticos no Brasil existem desde a primeira metade do século XIX. Vários agrupamentos surgiram desde então. Porém, por razões históricas, nenhum deles durou muito. Assim, não existem partidos centenários no Brasil, comum em outros países. Frequentemente, as organizações partidárias brasileiras foram forçadas a ter de começar nova trajetória: tais rompimentos ocorreram pela implantação da República, em 1889, que sepultou os partidos monarquistas; pela Revolução de 1930, que desativou os partidos republicanos "carcomidos"; pelo Estado Novo (1937–1945), o qual vedou a existência de partidos; e pela ditadura militar brasileira, que confinou manu militari os partidos políticos a um artificial bipartidarismo. Assim em termos de criação de partidos, a média no período entre 1945 e 1979 foi 1,2 por ano, totalizando 42 siglas registradas. Já os 35 partidos políticos existentes em 2016 corresponde à média de 1 partido registrado por ano no período de 1981 a 2016.
Por outro lado, algumas visões se contrapõem à ideia de falta de uma longa tradição partidária no país. O Partido Comunista do Brasil, o Partido Comunista Brasileiro e o Partido Popular Socialista (posteriormente designado Cidadania) reivindicam ser o partido mais antigo do Brasil e comemoram terem sido fundados em 1922, ano de fundação do Partido Comunista - Seção Brasileira da Internacional Comunista, que foi alvo de variados processos de cassação de seu registro. Similarmente, apesar das rupturas políticas ocorridas no país, o professor do Instituto de Estudos Sociais e Políticos da Universidade do Estado do Rio de Janeiro (IESP/UERJ) e pesquisador da Fundação Casa de Rui Barbosa Christian Lynch argumenta haver uma tradição entre saquaremas do Partido Conservador, o Partido Trabalhista Brasileiro (PTB) de Getúlio Vargas, João Goulart e Leonel Brizola (fundador do atual Partido Democrático Trabalhista, PDT) e o Partido dos Trabalhadores (PT), de um lado, e de outro, entre luzias do Partido Liberal, a União Democrática Nacional (UDN) e Partido da Social Democracia Brasileira (PSDB) — se revezando no poder perante a Coroa, os militares e o eleitorado e perdurando, assim, duas mentalidades dicotômicas na política brasileira desde quase a independência: o nacional-estatismo e o cosmopolitismo liberal, respectivamente. Outras visões vão em consonância às análises de que partidos políticos brasileiros somente tiveram atuação permanente, institucionalização efetiva e caráter nacional após o fim da Era Vargas. Nesse sentido, é comum que as três principais forças políticas dos dois períodos de democracia brasileiros (República Nova e Nova República) sejam associadas, a saber: PTB–PT, PSD–PMDB e UDN–PSDB.
Contrariamente, alguns autores, como José Honório Rodrigues, consideram que o Brasil sempre foi dominado por um só partido — o das classes proprietárias ou "o Partido do Patriarcado"; o único partido realmente governante da história nacional. Seus partidários, no poder desde os tempos coloniais, quando monopolizaram o acesso às terras, à mão de obra e aos principais cargos públicos, adaptam-se aos tempos, assumindo a forma e a feição necessária mais conveniente ao momento. Ora conservadoras, ora modernizadoras, ora reacionárias, ora progressistas, é sempre a mesma casta e seus descendentes, que prefere a conciliação ao conflito, que conduz as coisas maiores no Brasil. Para Rodrigues, nem na Independência deu-se o rompimento com a oligarquia que governava o País, tendo mantido-se sempre uma continuidade histórica entre as diversas sucessões de regimes políticos. Reconhecendo a existência de duas correntes de opinião, "a tradicionalista e conservadora", defensora do statu quo, e a outra, a "mameluca", mais popular e radical, ele reconhece a vitória histórica da primeira. Um caso que bem ilustra e corrobora essa tese é o de Afonso Arinos de Melo Franco, que participou da redação da Constituição Federal de 1967. Seu avô, o Conselheiro Cesário Alvim, foi um homem do Império e participou da redação da Constituição republicana de 1891. Afrânio de Melo Franco (cuja esposa era da família do ex-presidente Rodrigues Alves), seu pai, atuou na Constituição de 1934, e ele, por sua vez, participou da redação da Constituição de 1967. Gustavo Franco, seu sobrinho, foi presidente do Banco Central, entre 1997 e 1999.[carece de fontes?]

## Histórico

### Império do Brasil

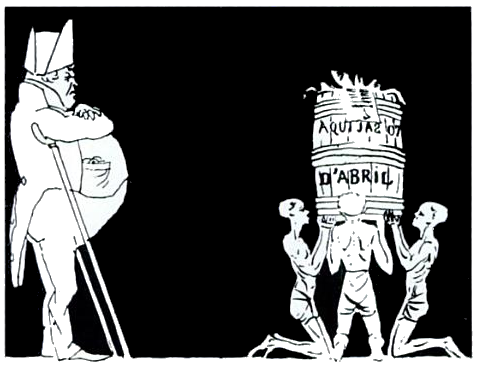
Caricatura de Bernardo Pereira de Vasconcelos sobre um episódio de disputa entre saquaremas e luzias.

Até 1837, não se pode falar, a rigor, em partidos políticos no Brasil. Nesse ano, formaram-se as duas agremiações que caracterizaram o Segundo Reinado, a dos Conservadores, chamado Partido Conservador (saquaremas) e a dos Liberais, chamado Partido Liberal (luzias).[carece de fontes?]
Esses partidos, bem como o Partido Republicano Paulista, foram os partidos de mais longa duração no Brasil.
Os conservadores defendiam um regime forte, com autoridade concentrada na Coroa e pouca liberdade concedida às Províncias. Os liberais inclinavam-se pelo fortalecimento do Parlamento e por uma maior autonomia provincial. Ambos eram pela manutenção do regime escravista, mas os liberais aceitavam a sua supressão, conduzida por um processo lento e gradual que conduziria, enfim, à abolição da escravatura.[carece de fontes?]
Naquela época, poucos votavam, pois o voto era hierárquico, baseado no sufrágio censitário, por meio do decreto n.º 3 029, de 9 de janeiro de 1881, conhecido como Lei Saraiva. As eleições eram realizadas em dois turnos, a saber: as assembleias paroquiais escolhiam os eleitores das Províncias, e estes, por seu turno, escolhiam os representantes da Nação e das Províncias. Tanto conservadores como liberais pertenciam a mesma classe social, a dos proprietários de terras, de bens e de escravos. Dentre os liberais, havia mais comerciantes, jornalistas e populações urbanas em geral.[carece de fontes?]

### República Velha
Ainda no Império do Brasil, o Manifesto Republicano foi assinado por Quintino Bocaiúva, no município paulista de Itu, em 3 de dezembro de 1870, e provocou a fundação de um partido republicano. Sua primeira convenção criou o Partido Republicano Paulista (PRP).[carece de fontes?]
A república implantada a partir da Proclamação da República, em 15 de novembro de 1889, foi um golpe militar, obra de generais, e contou com escassa presença de republicanos autênticos. No âmbito regional, mesmo assim surgiram partidos como o Partido Republicano Paulista e o Partido Republicano Mineiro que foram importantes na aplicação da chamada "Política dos Governadores", iniciada em 1894. A maioria dos partidos republicanos regionais dirigiu os governos estaduais no período 1889–1930. Vale mencionar ainda o Partido Libertador de Assis Brasil, no Rio Grande do Sul, ou o Partido Democrático, formado em 1926 por Antonio Prado, em São Paulo. A "Política dos Governadores" acabou por desestimular a formação de agremiações nacionais — os partidos republicanos federalistas, liberais e conservadores pretendiam agregar forças políticas no país inteiro, mas não foram adiante. Os partidos oposicionistas estaduais tiveram pouco sucesso no período.[carece de fontes?]
Assim, no âmbito federal foram apenas alguns agrupamentos que receberam o nome de "partido político", mas tiveram vida efêmera, para atenderem circunstâncias especiais. Alguns exemplos: Partido Republicano Federal (1893), de Francisco Glicério; Partido Republicano Conservador (1910), de Pinheiro Machado e Quintino Bocaiúva; Partido Republicano Liberal (1913), de Rui Barbosa e o Partido Democrático Nacional (1927) de Antônio Prado.
Apesar de haver a lei n.º 1 269 de 1904 que admitia a "representação das minorias", apenas com a reforma constitucional de 1926 é que se tornou obrigatória. Outra lei, a de n.º 3 139, de 1916, atribuía às autoridades judiciárias a qualificação para as eleições federais, mas, apesar disso, as chamadas "mesas eleitorais" é que eram as responsáveis pelas triagens de votos e "primeira fonte de fraudes eleitorais do período".
Esses partidos regionais favoreceram a adoção do coronelismo e de suas conhecidas práticas: democracia e eleições "de fachada", com seus resultados sempre manipulados pelo coronel local, pelo cabo eleitoral e pelo curral eleitoral, com a função básica de garantir resultados satisfatórios ao grupo governante.[carece de fontes?]
Essas práticas, que feriam o princípio básico do sistema republicano, geraram a violência política que eclodiu em vários movimentos, tais quais: o Tenentista (1922–27); a Revolução de 1923, no Rio Grande do Sul; e a Revolta de Princesa, na Paraíba (1928).[carece de fontes?]
Em 1922 foi fundado o Partido Comunista Brasileiro (PCB), inicialmente denominado "Partido Comunista - Seção Brasileira da Internacional Comunista" e depois Partido Comunista do Brasil, adotando o nome Partido Comunista Brasileiro em 1960. O principal responsável pela fundação do PCB foi o jornalista Astrojildo Pereira, assim como em 1927 Leôncio Basbaum foi um dos principais responsáveis pela fundação da União da Juventude Comunista, a ala jovem do partido.
No período pós-Revolução de 1930, até o advento do Estado Novo, manteve-se o sistema de partidos estaduais, com alguma maior fragmentação e representatividade dos partidos oposicionistas, todos de caráter estadual. Apareceram a Liga Eleitoral Católica (LEC), em dezenas de estados, sem organicidade nacional, porém, e partidos ligados à nova ordem disputando espaço com as antigas legendas oligárquicas.[carece de fontes?] Em Minas Gerais, por exemplo, o Partido Progressista, ligado à Interventoria, suplantou o PR mineiro, que mesmo assim, manteve representatividade minoritária, mas elegendo um bom número de representantes.
Em 2 de dezembro de 1937 durante o Estado Novo (1937–1945), foi decretada oficialmente a dissolução dos partidos políticos.

### Partidos da república redemocratizada (1945-1965)
Os partidos políticos foram novamente legalizados em 1945. A vida política brasileira entre 1945 e 1964 foi polarizada entre o principal partido antigetulista, a União Democrática Nacional (UDN), e os pró-Vargas: o Partido Social Democrático (PSD) e o Partido Trabalhista Brasileiro (PTB).
O PSD abrigava as correntes mais conservadoras do getulismo, formada por proprietários rurais e altos funcionários estatais, enquanto o PTB, inspirado no Partido Trabalhista do Reino Unido, reunia as lideranças sindicais e os operários fabris em geral. O partido rival, a UDN, de cunhos liberal e antipopulista, congregava a alta burguesia e a classe média urbana, defensora do capital estrangeiro e da iniciativa privada. Coube, então, à UDN o papel de ser a principal promotora das impugnações das vitórias eleitorais da coligação PSD–PTB (1950–1955), bem como a maior instigadora das tentativas de golpes contra Getúlio, Juscelino e Jânio, que se sucederam, até a vitória do golpe militar de 1964. Carlos Lacerda, um jornalista e dono de jornal opositor do trabalhismo de longa data, foi o mais destacado porta-voz do antigetulismo.[carece de fontes?]
O PCB teve breve duração legal, entre 1945 e 1947, e continuou a existir, na ilegalidade, e outros partidos tiveram razoável representatividade, como o PSP ademarista, ou o PDC. Os integralistas se reorganizaram, e seus ex-integrantes reagruparam-se, sob o nome de Partido de Representação Popular (PRP), ainda liderado por Plinio Salgado, podendo citar-se ainda o PDC (Partido Democrata Cristão), o Partido Republicano (PR), como relevantes, permanecendo de pouca representatividade o Partido Socialista Brasileiro (PSB).

### Bipartidarismo na ditadura militar

Distribuição dos assentos na Câmara dos Deputados durante vigência do bipartidarismo, em 1966. ARENA em azul e MDB em vermelho.

Os partidos foram dissolvidos através do Ato Institucional n.º 2, e o bipartidarismo no Brasil foi logo após criado pelo Ato Complementar n.° 4, baixado em 20 de novembro de 1965 pelo então presidente Castelo Branco.
A partir de 1965, era permitida somente a existência de duas associações políticas nacionais, e nenhuma delas podia usar a palavra "partido". Criou-se então a Aliança Renovadora Nacional (ARENA), base de sustentação civil do regime militar, formada majoritariamente pela UDN e alguns egressos mais conservadores do PSD, e o Movimento Democrático Brasileiro (MDB), que tinha a função de fazer uma oposição "bem-comportada" — que fosse tolerável ao regime, porém abrigando os militantes do PCB, que estava na ilegalidade, assim colaborando para a encenação da existência de uma "democracia" no Brasil e se recusando a recorrer à luta armada, como fizeram as organizações de esquerda clandestinas.[carece de fontes?]
O regime militar permitia o sistema de cassações de mandatos, que usava amiúde para se descartar dos seus adversários (4 682 perderam seus direitos políticos). Juntaram-se na ARENA todas as lideranças direitistas, conservadoras, ex-udenistas, e até alguns fascistas; enquanto os politicamente mais ao centro, os escassos trabalhistas sobreviventes dos expurgos do regime, e todos os que não foram convidados para entrar na ARENA se inscreveram, misturados, no MDB.[carece de fontes?] Esse congelamento da situação partidária no Brasil, manu militari, prolongou-se por quase vinte anos.[carece de fontes?]

### Retorno ao pluripartidarismo

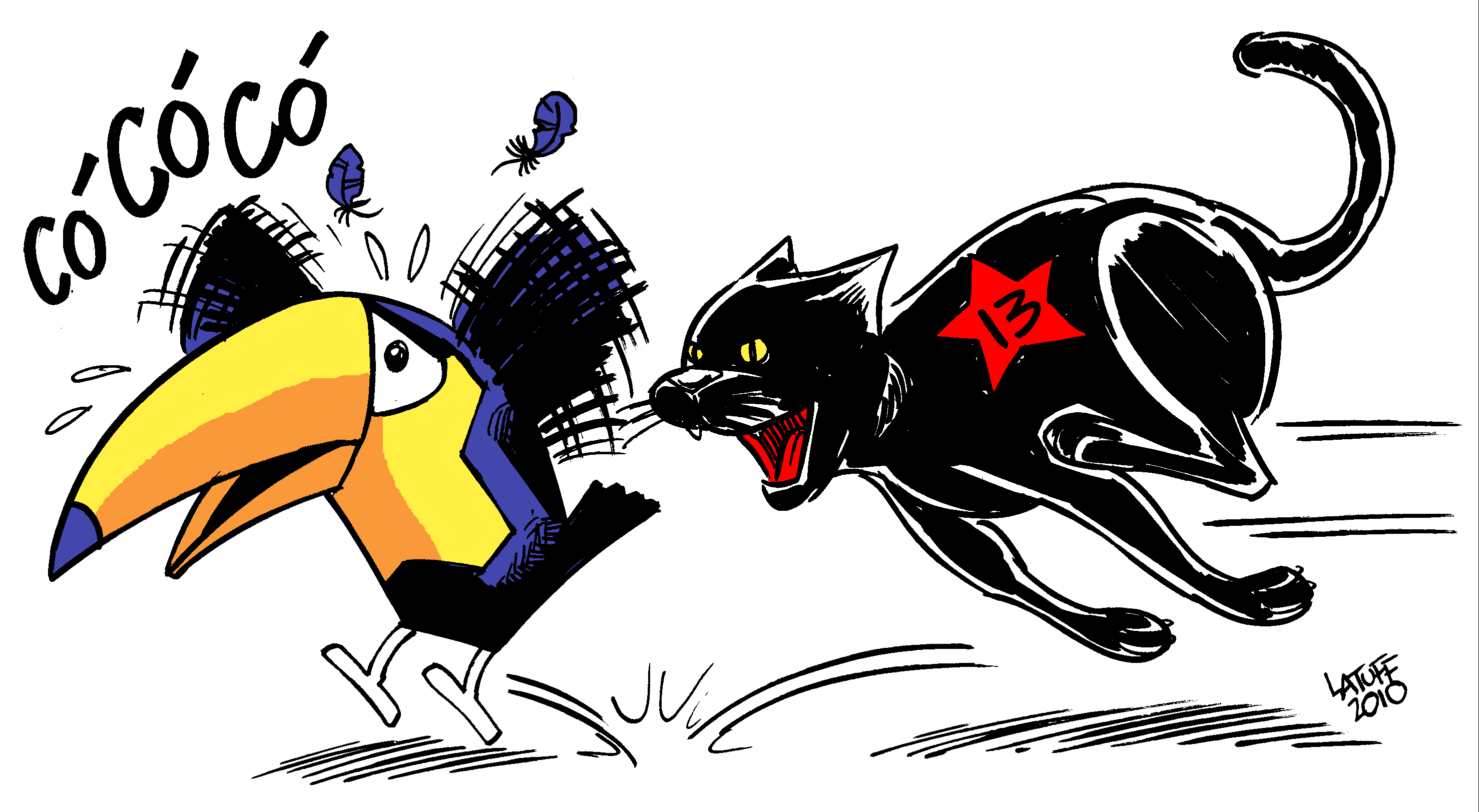
Charge de Carlos Latuff, com representações dos partidos políticos que protagonizaram os segundos turnos das eleições presidenciais de 1994 até 2014: PSDB e PT.

Distribuição partidária dos assentos da Câmara dos Deputados em maio de 2022. Cada cor é um partido diferente

Em 1980, voltou a existir o pluripartidarismo sendo inicialmente criados cinco partidos políticos, e o país tem dezenas de partido atuantes, sendo que atualmente há mais de trinta partidos políticos registrados no Tribunal Superior Eleitoral (TSE).

#### Discurso de reinvenção na crise política
Na segunda metade da década de 2010, alguns partidos políticos iniciaram uma estratégia de publicidade política a fim de combater a desconfiança da população brasileira com a classe política a partir de renomeações. A ideia principal foi a renovação e atração de eleitores e parlamentares, especialmente ao remover o termo "partido" dos nomes das legendas. As propostas de renomeação para sobrevivência política esteve presente na mesma época nos então Partido Trabalhista do Brasil (de PTdoB para Avante), Partido Social Liberal (de PSL para Livres), Partido Trabalhista Nacional (de PTN para Podemos — PODE), Democratas (de DEM para Movimento da Unidade Democrática — MUDE), Partido Ecológico Nacional (de PEN para Patriotas), Partido Social Democrata Cristão (de PSDC para Democracia Cristã) e Partido do Movimento Democrático Brasileiro (de PMDB para de volta a Movimento Democrático Brasileiro — MDB). Durante as duas décadas anteriores, houve mudanças esporádicas a exemplo do Partido da Frente Liberal que virou Democratas e do Partido Progressista que, por diversas vezes, foi renomeado (incluindo aí as fusões), dentre outros exemplos.
Diante da crise política de 2014, vários partidos efetivaram as propostas e mudaram de nome, símbolo e ideologia, tanto para atrair eleitores para as eleições de 2018, como também para se esquivar dos casos de corrupção envolvendo políticos desses partidos. Os nomes foram alterados, em muitos casos, para slogans, em vez de siglas. Também caiu a palavra "partido" em alguns casos de renomeação.
| ce | Nome e sigla antigos                               | Novos nome e sigla                     | Data       |
| -- | -------------------------------------------------- | -------------------------------------- | ---------- |
| 19 | Partido Trabalhista Nacional (PTN)                 | Podemos (PODE)                         | 16/05/2017 |
| 70 | Partido Trabalhista do Brasil (PTdoB)              | Avante                                 | 12/09/2017 |
| 51 | Partido Ecológico Nacional (PEN)                   | Patriota                               | 26/04/2018 |
| 15 | Partido do Movimento Democrático Brasileiro (PMDB) | Movimento Democrático Brasileiro (MDB) | 15/05/2018 |
| 27 | Partido Social Democrata Cristão (PSDC)            | Democracia Cristã (DC)                 | 17/05/2018 |
| 11 | Partido Progressista (PP)                          | Progressistas (PP)                     | 11/09/2018 |
| 22 | Partido da República (PR)                          | Partido Liberal (PL)                   | 07/05/2019 |
| 10 | Partido Republicano Brasileiro (PRB)               | Republicanos                           | 15/08/2019 |
| 23 | Partido Popular Socialista (PPS)                   | Cidadania                              | 19/09/2019 |

Por outro lado, no "campo popular" ou "progressista", os partidos de esquerda buscaram a formação de frentes políticas buscando a (re)aproximação a movimentos sociais, incluindo estudantis, juvenis, sindicais, sem-teto, religiosos, a exemplo da Frente Brasil Popular (FBP) e da Frente Povo Sem Medo (FPSM).

#### Sob a vigência da cláusula de desempenho
Como parte de uma reforma da legislação eleitoral e partidária realizada em 2017, a cláusula de desempenho estabeleceu condições de acesso partidário aos recursos do Fundo Partidário, ao tempo de propaganda gratuito no rádio e na televisão e a formação de estruturas no Poder Legislativo federal. Coligações foram proibidas em eleições a cargos disputados por sistema proporcional nesse ano e, posteriormente, a formação de federações partidárias foram permitidas. Essas alterações legislativas tiveram o propósito de enfrentar o diagnóstico de fragmentação partidária na política brasileira, de enfraquecimento dos partidos políticos na percepção da sociedade e de dificuldades na formação mais duradoura de consensos políticos e governabilidade. Para além de reduzir a quantidade de partidos existentes, há o efeito de fortalecimento de líderes e presidentes dos partidos ante negociações políticas e gerenciamento do orçamento do partido, como também novo equilíbrio entre as forças políticas no país.
Sob o efeito de tais regras, o cenário partidário brasileiro começou a registrar diminuição na quantidade de partidos políticos registrados na Justiça Eleitoral, seja por meio de incorporações (ação mais comum), fusões ou formação de federações. No primeiro tipo, o Partido Comunista do Brasil (PCdoB) incorporou o Partido Pátria Livre (PPL); o Patriota, o Partido Republicano Progressista (PRP); o Podemos (PODE) incorporou o Partido Humanista da Solidariedade (PHS) e o Partido Social Cristão (PSC); e o Solidariedade incorporou o Partido Republicano da Ordem Social (PROS). São apenas duas fusões: o Democratas (DEM) e Partido Social Liberal (PSL) se fundiram para formar o União Brasil (UNIÃO); e o Partido Trabalhista Brasileiro (PTB) e o Patriota se fundiram para criar o Partido Renovação Democrática (PRD). Além disso, três federações foram formadas: Brasil da Esperança (FE Brasil) entre PCdoB, Partido dos Trabalhadores (PT) e Partido Verde (PV); PSOL-REDE entre Partido Socialismo e Liberdade (PSOL) e Rede Sustentabilidade (REDE); e PSDB-CIDADANIA entre Partido da Social Democracia Brasileira (PSDB) e Cidadania. Fora desses movimentos formalizados, vários diálogos e propostas foram lançadas, visando novas fusões e federações ou ampliação de federações existentes.

## Partidos atuais
Desde fevereiro de 2023, os partidos políticos em atividade no Brasil totalizam 29 organizações políticas registradas no Tribunal Superior Eleitoral (TSE) e aptas a lançarem candidatos nas eleições brasileiras. Na tabela abaixo elaborada a partir dos dados do TSE, os partidos políticos estão listados primariamente pelo número eleitoral obtido junto ao tribunal, mas também é ordenável sob os demais critérios presentes nas outras colunas.
| Logomarca | Nome                                           | Sigla    | Número eleitoral | Data de criação         | Data de registro definitivo |
| --------- | ---------------------------------------------- | -------- | ---------------- | ----------------------- | --------------------------- |
|           | Republicanos                                   | nenhuma  | 10               | 16 de dezembro de 2003  | 25 de agosto de 2005        |
|           | Progressistas                                  | PP       | 11               | 8 de agosto de 1995     | 16 de novembro de 1995      |
|           | Partido Democrático Trabalhista                | PDT      | 12               | 17 de junho de 1979     | 10 de novembro de 1981      |
|           | Partido dos Trabalhadores                      | PT       | 13               | 10 de fevereiro de 1980 | 11 de fevereiro de 1982     |
|           | Movimento Democrático Brasileiro               | MDB      | 15               | 15 de janeiro de 1980   | 30 de junho de 1981         |
|           | Partido Socialista dos Trabalhadores Unificado | PSTU     | 16               | 5 de junho de 1994      | 19 de dezembro de 1995      |
|           | Rede Sustentabilidade                          | REDE     | 18               | 16 de fevereiro de 2013 | 22 de setembro de 2015      |
|           | Podemos                                        | PODE     | 20               | 1 de maio de 1995       | 2 de outubro de 1997        |
|           | Partido Comunista Brasileiro                   | PCB      | 21               | 25 de março de 1993     | 9 de maio de 1996           |
|           | Partido Liberal                                | PL       | 22               | 26 de outubro de 2006   | 19 de dezembro de 2006      |
|           | Cidadania                                      | nenhuma  | 23               | 26 de janeiro de 1992   | 19 de março de 1992         |
|           | Partido Renovação Democrática                  | PRD      | 25               | 26 de outubro de 2022   | 9 de novembro de 2023       |
|           | Democracia Cristã                              | DC       | 27               | 9 de julho de 1995      | 5 de agosto de 1997         |
|           | Partido Renovador Trabalhista Brasileiro       | PRTB     | 28               | 27 de novembro de 1994  | 28 de março de 1995         |
|           | Partido da Causa Operária                      | PCO      | 29               | 7 de dezembro de 1995   | 30 de julho de 1997         |
|           | Partido Novo                                   | NOVO     | 30               | 12 de fevereiro de 2011 | 15 de setembro de 2015      |
|           | Mobilização Nacional                           | MOBILIZA | 33               | 21 de abril de 1984     | 25 de outubro de 1990       |
|           | Partido da Mulher Brasileira                   | PMB      | 35               | 13 de setembro de 2008  | 29 de setembro de 2015      |
|           | Agir                                           | nenhuma  | 36               | 11 de julho de 1985     | 22 de fevereiro de 1990     |
|           | Partido Socialista Brasileiro                  | PSB      | 40               | 2 de julho de 1985      | 1 de julho de 1988          |
|           | Partido Verde                                  | PV       | 43               | 17 de janeiro de 1986   | 30 de setembro de 1993      |
|           | União Brasil                                   | UNIÃO    | 44               | 6 de outubro de 2021    | 8 de fevereiro de 2022      |
|           | Partido da Social Democracia Brasileira        | PSDB     | 45               | 25 de junho de 1988     | 24 de agosto de 1988        |
|           | Partido Socialismo e Liberdade                 | PSOL     | 50               | 7 de julho de 2004      | 15 de setembro de 2005      |
|           | Partido Social Democrático                     | PSD      | 55               | 20 de março de 2011     | 27 de setembro de 2011      |
|           | Partido Comunista do Brasil                    | PCdoB    | 65               | 18 de fevereiro de 1962 | 23 de junho de 1988         |
|           | Avante                                         | nenhuma  | 70               | 15 de maio de 1989      | 11 de outubro de 1994       |
|           | Solidariedade                                  | nenhuma  | 77               | 25 de outubro de 2012   | 24 de setembro de 2013      |
|           | Unidade Popular                                | UP       | 80               | 16 de junho de 2016     | 10 de dezembro de 2019      |

## Funcionamento e instituições associadas
A transparência no funcionamento dos partidos políticos brasileiros é investigada e promovida por organizações. Em 2018, foi publicada primeira edição do Ranking da Transparência Partidária a partir de informações disponibilizadas nas páginas eletrônicas dos partidos em fevereiro de 2018 a fim de medir a transparência ativa dessas instituições. O levantamento foi divulgado pelo Movimento Transparência Partidária, com supervisão dos cientistas políticos Humberto Dantas e Marcelo Issa, coordenação da administradora pública Victoria Gandolfi e apoio do Instituto Betty e Jacob Lafer. Foram atribuídas notas a todos os então 35 partidos registrados a partir de quatro eixos, cada um composto por quatro variáveis: contabilidade (receitas, despesas, patrimônio e formato aberto dos dados); dirigentes e filiados (relação de filiados, lista e histórico de dirigentes e relação de candidatos); procedimentos (normas internas para cargos, escolha de candidatos e distribuição de recursos, e comitê de ética); e estrutura (órgãos internos, fundações vinculadas, relação de funcionários e agenda dos dirigentes). Em escala crescente de 0 a 10, o índice mediu quanto os partidos se mostram fiscalizáveis (transparentes) aos eleitores e sociedade civil de maneira pró-ativa e de fácil compreensão, para além das obrigações legais perante a Justiça Eleitoral. Os resultados foram a conclusão de que os partidos quase nenhuma ou pouca política transparência de seu funcionamento. A nota mais alta foi do Partido Novo, com 2,5, seguido do Partido dos Trabalhadores com 1,38 e os demais não atingiram ao menos 1 na avaliação, incluindo o Partido Social Liberal e o Partido da Causa Operária que obtiveram zero no ranqueamento. As notas ainda foram nulas para todos os partidos em nove das 16 variáveis. Na avaliação do relatório, o Partido Novo se destacou no eixo da contabilidade, enquanto os demais partidos conseguiram alguma pontuação nas variáveis sobre as fundações partidárias e a agenda dos dirigentes.
Os partidos políticos podem instituir fundações partidárias para, conforme o estatuto, formular questões e propostas sobre democracia, liberdade, soberania nacional, formação de quadros partidários (líderes), destinos do país. Por outro lado, não devem funcionar como assessoria partidária nem se confundir com as próprias atividades político-partidárias do partido que a instituiu.
Em termos de associação, os partidos podem formar coligações eleitorais e federações partidárias. Desde 2017, as coligações só são permitidas para a disputa de cargos eleitos pelo sistema majoritário. Assim sendo, os partidos políticos podem se reunir para formar chapas com membros de partidos diferentes quando se deseja eleger o Presidente da República e o Vice-Presidente da República ou um senador e seus suplentes, por exemplo. Todavia, os partidos não podem formar coligações para a eleição de deputados federais, deputados estaduais e vereadores. As coligações são formadas antes das eleições e não obrigam que os partidos continuem vinculados após as mesmas. Já as federações partidárias são legalmente diferenciadas da coligação partidária, por ser mais duradouras, terem caráter nacional e por exigir unidade ideológica. Diferente do que ocorre com as coligações partidárias, os partidos integrantes de uma federação são tratados como um só partido na sua atuação legislativa e quantidade de candidatos. Por isso, os partidos federados podem lançar chapas com candidatos de todos os seus partidos membros para eleições proporcionais. Os partidos membros de federações são proibidos de atuar de forma independente nas casas legislativas ou de ajuizar ações relacionadas às eleições, sendo a federação o único legitimado para tal.

### Federações partidárias
Com a aproximação da vigência da cláusula de barreira prevista para 2006, as federações partidárias já eram discutidas no Brasil em 2003. Era exposta como alternativa para se garantir o direito de funcionamento parlamentar (estrutura de liderança com salas, cargos e verbas) para legendas partidárias que não alcançassem o limite da cláusula de barreira. Desde 2015, algumas proposições legislativas foram lançadas a fim de alterar o sistema eleitoral.
O projeto de lei do Senado Federal de número 477 de 2015 (PLS 477/2015) e a proposta de emenda constitucional de número 36 de 2016 (PEC 36/2016) propuseram um novo formato para as coligações eleitorais, ao passo que também era discutido o fim das coligações para eleições de cargos eleitos pelo sistema proporcional (como vereadores, deputados estaduais e deputados federais). As propostas visavam contra a união oportunista, utilitarista e temporária de partidos políticos. Elas propugnavam a federação partidária como um tipo de coligação mais duradoura (três de quatro anos) de partidos, com formação prévia às eleições e atuação unificada no país. Tinham como propósito esclarecer aos eleitores o perfil ideológico e programático das agremiações políticas do país, evitar alianças contraditórias conforme o nível federativo (exigindo alianças verticalizadas) e dar oportunidade de representação às siglas menores que não ultrapassem a cláusula de barreira.
A Emenda Constitucional n. 97, promulgada em 4 de outubro de 2017, estabeleceu a cláusula de barreira progressiva para que partidos tenham direito a recursos do Fundo Partidário e acesso gratuito ao rádio e à televisão. Em 2018, a cláusula exigia que o partido tivesse 1,5% dos votos válidos para a Câmara dos Deputados distribuídos em pelo menos 1/3 das unidades da Federação, com um mínimo de 1% dos votos válidos em cada uma delas ou elegesse 9 deputados federais, distribuídos por pelo menos um 1/3 das unidades da Federação. Consequentemente, nas eleições gerais no Brasil em 2018, 14 dos 35 partidos políticos que participaram do pleito não atingiram a cláusula de barreira (Rede, Patriota, PHS, DC, PCdoB, PCB, PCO, PMB, PMN, PPL, PRP, PRTB, PSTU e PTC). Consequentemente, em 2019, o PRP foi incorporado ao Patriota para que este superasse a cláusula de barreira. O PPL foi incorporado ao PCdoB pelos mesmos motivos. E por fim, no mesmo ano, o PHS foi incorporado ao Podemos.
Outra consequência de não atingir a cláusula de barreira prevista na Constituição é a possibilidade de os eleitos pelo partido mudarem de legenda, sem perderem o cargo. Sendo assim, após as eleições de 2018, todos os eleitos pelos partidos PMN, PTC e DC abandonam as legendas pelas quais foram eleitos, deixando os partidos que se recusaram a participar de fusões ou incorporações sem membros no Congresso. O partido UP foi registrado no TSE em 10 de dezembro de 2019 e não participou das eleições gerais no Brasil em 2018. Por isso, também foi considerado como um partido que não atingiu a cláusula de barreira para a distribuição dos recursos do fundo partidário e acesso gratuito ao rádio e à televisão. O partido Rede foi o único a não atingir a cláusula de barreira que continuou tendo representação no Congresso até o fim da 56.ª legislatura.
Em 28 de setembro de 2021, foi promulgada a Lei 14.208/2021 que instituiu a federação partidária no Brasil. A lei estabeleceu as seguintes condições para a formação de federações: somente partidos com registro definitivo no Tribunal Superior Eleitoral podem participar; os partidos reunidos em federação deverão permanecer a ela filiados por, no mínimo, 4 anos; a federação poderá ser constituída até a data final do período de realização das convenções partidárias; a federação terá abrangência nacional e seu registro será encaminhado ao Tribunal Superior Eleitoral. Então, a Federação Brasil da Esperança (formada pelo PT, PCdoB e PV), Federação PSDB Cidadania (formada pelo PSDB e Cidadania) e a Federação PSOL REDE foram as únicas registradas junto ao TSE em 2022. Desde então, os partidos devem permanecer federados até 2026 para que continuem tendo acesso ao fundo partidário.

## Processo de criação e registro
O processo de criação de partidos políticos no país exige uma série de passos. Estes existem a fim de garantir a representatividade do programa político em resposta às demandas sociais do povo brasileiro. Assim, a lei federal 9 096 de 1995, conhecida como Lei dos Partidos Políticos, regulamentou os artigos constitucionais 14 (inciso V do parágrafo terceiro) e 17. Esta lei, ao lado da resolução do TSE de número 23 282 de 2010, exigem desconcentração espacial dos fundadores e dos apoiadores (oriundos de diferentes estados e em gozo dos direitos políticos), estruturação como organização (com órgãos estaduais e municipais estabelecidos, personalidade jurídica, diretorias constituídas, sede em Brasília) e publicidade dos atos fundacionais (programa e estatuto em cartório e diário oficial). Ao fim, o registro é conseguido com a análise positiva sobre a regularidade das assinaturas coletadas pela organização conforme as exigências.
Sob a vigência da Lei dos Partidos Políticos, na década de 2000, somente três partidos conseguiram o registro: o Partido da República (PR), o Partido Republicano Brasileiro (PRB) e o Partido Socialismo e Liberdade (PSOL). Na década posterior, já foram cinco registros concedidos pelo Tribunal na 54.ª legislatura federal (fevereiro de 2011 a janeiro de 2015) e mais três no ano de 2015. Entre o retorno do pluripartidarismo e 1995, as regras para registro exigiam apenas cem pessoas filiadas ao partido em nove estados do país.
Na etapa da análise da coleta de assinaturas a fim de adquirir o registro, o TSE mantém uma listagem dos chamados "partidos em processo de formação". Em agosto de 2016 eram 34 organizações nessa etapa, 68 em setembro de 2017, 73 em janeiro de 2018, 72 em dezembro de 2018, 75 em janeiro de 2019, 83 em novembro de 2021, 86 em fevereiro de 2022, 18 em fevereiro de 2023, 21 em novembro de 2023 e 20 em abril de 2025.

## Confiança e preferência partidária
A confiança da população brasileira nos partidos políticos em geral como uma das instituições e grupos sociais foi medida pelo Índice de Confiança Social (ICS), iniciado em 2009 e elaborado pelo então Instituto Brasileiro de Opinião Pública e Estatística (IBOPE). Ele utiliza escala crescente de confiança com início no 0 e máximo no 100. De 2009 até 2017, a confiança sobre os partidos políticos nunca ultrapassou 35 pontos. Nas três edições de 2015 a 2017, marcou 17 pontos e a última colocação no índice. Antes, atingiu 22 pontos em 2010, 28 pontos em 2011 e 30 pontos em 2014. Outros índices chegaram a conclusões parecidas. No Índice de Confiança na Justiça (ICJBrasil), elaborado pela Escola de Direito de São Paulo da Fundação Getulio Vargas (FGV), os partidos estavam em último lugar nos levantamentos de 2014 e 2015 com a confiança de 6% da população. A última posição permaneceu nos dois anos seguintes, mas obtendo a confiança de 7% dos brasileiros. Em pesquisas sobre o grau de confiança em instituições em geral no Brasil realizadas pelo Datafolha, os partidos políticos é a instituição com o menor porcentual de confiança dentre as pesquisadas (Forças Armadas, Presidência da República, Congresso Nacional, Supremo Tribunal Federal, partidos políticos, imprensa e redes sociais). Com 2 086 entrevistas feitas entre 4 e 5 de julho de 2019 em 130 municípios brasileiros, com margem de erro de ±2% e com nível de confiança de 95%, o levantamento de julho de 2019 apontou que 4% confia muito, 36% confia um pouco, 58% não confia e 1% das pessoas entrevistadas não souberam responder sobre o grau de confiança em partidos. Em abril de 2019, esses índices foram respectivamente 5%, 39%, 54% e 2%; em junho de 2018, 2%, 28%, 68%, 2%; em abril de 2018, 3%, 30%, 66%, 1%; em junho de 2017, 2%, 28%, 69%, 1%; em abril de 2017,  3%, 31%, 64%, 2%; em dezembro de 2012, 4%, 33%, 63%, 0%; e em agosto de 2012, 7%, 41%, 52%, 0%.
Na pesquisa Retratos da Sociedade Brasileira — Perspectivas para as eleições de 2018, encomendada pela Confederação Nacional da Indústria (CNI), o IBOPE identificou que nenhum partido político tinha a simpatia ou a preferência de quase metade dos brasileiros (48%), com margem de erro de ±2%. O maior percentual de apoio foi ao Partido dos Trabalhadores (19%), seguido pelo Movimento Democrático Brasileiro (7%), Partido da Social Democracia Brasileira (6%) e Partido Socialismo e Liberdade (2%). Outras onze legendas atingiram 1% cada, restando 3% e 5% que não responderam ou não souberam. A pesquisa pela preferência partidária dos brasileiros é feita pelo IBOPE desde 1988. Nesse ano 38% não indicou qualquer partido dentro de suas preferências. Esse grupo se tornou maioria pela primeira vez no fim de 2012, quando se registrou 56%. Mas o recorde de apartidarismo foi registrado em 2015, quando 66% declarou não ter simpatia a qualquer partido político. Em 2013, ano das Jornadas de Junho, foi registrado 59% para o mesmo grupo. Por outro lado, foi em 2007 o recorde de preferências por alguma das legendas: 66% contra 33% de respostas apartidárias. Dentre as mais preferidas, o Partido dos Trabalhadores lidera a lista desde 2001, quando ultrapassou o Movimento Democrático Brasileiro, após dois anos de empate e os anteriores na segunda colocação. Destacam-se os percentuais de 25% obtidos pelo Movimento Democrático Brasileiro em 1988 e pelo Partido dos Trabalhadores em 2001, de 33% em março de 2010 e 36% em abril de 2013, ambos pelo Partido dos Trabalhadores.
A preferência partidária também é pesquisada pelo instituto Datafolha desde agosto de 1989. Nessa primeira pesquisa de 1989, 62% das pessoas entrevistadas não apontaram qualquer partido de preferência. Em dezembro de 2016, 75% apontaram o mesmo posicionamento. Em abril de 2019, 65% não têm nenhum partido preferido, sendo o porcentual de 55 dentre mulheres, 45 dentre homens, 71 na região Sul (a região de maior porcentual). Neste levantamento, com margem de erro de ±2% e nível de confiança de 95%, foram 2 086 entrevistas entre os dias 2 e 3 de abril em 130 municípios brasileiros. Dentre os partidos que foram apontados em abril de 2019 como partidos de preferência dentre as pessoas entrevistadas foram o Partido dos Trabalhadores (com 14% das entrevistadas), o Partido Social Liberal (com 3%), o Movimento Democrático Brasileiro (2%), o Partido da Social Democracia Brasileira (2%), Partido Socialismo e Liberdade (1%), o Partido Democrático Trabalhista (1%) e os demais partidos somaram juntos 3%.